# Apollon (papillon)
Pour les articles homonymes, voir Apollon (homonymie).
Parnassius apollo
Espèce
Statut de conservation UICN

 VU A1cde : Vulnérable
Statut CITES
Statut CITES
L'Apollon ou Apollon des montagnes (Parnassius apollo) est une espèce de lépidoptères appartenant à la famille des Papilionidae et à la sous-famille des Parnassiinae.
Grande espèce emblématique des montagnes d'Eurasie, elle est en régression dans de nombreux massifs, et protégée par la Loi dans plusieurs pays.

## Description

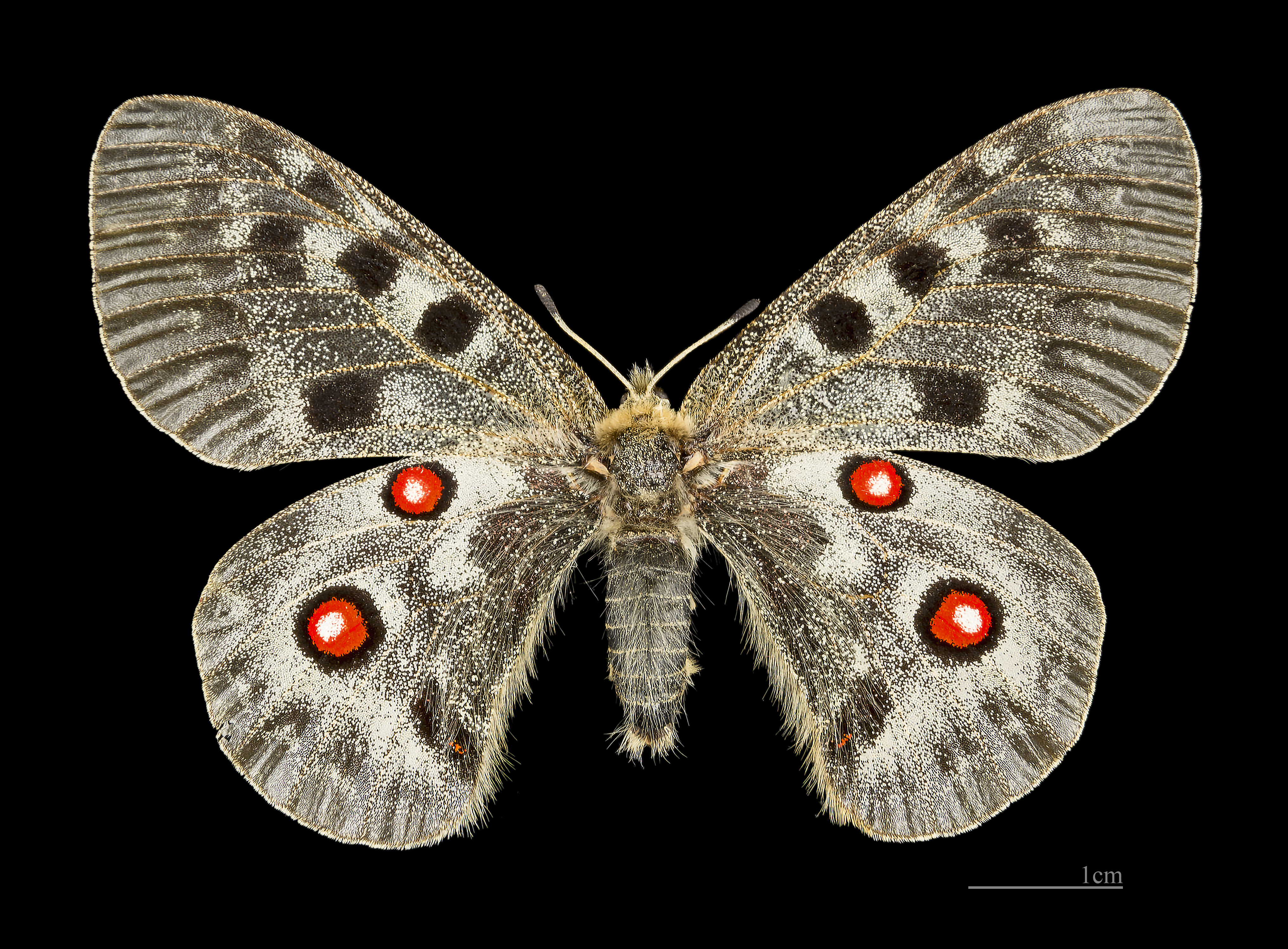
♀ Aragnouet MHNT.
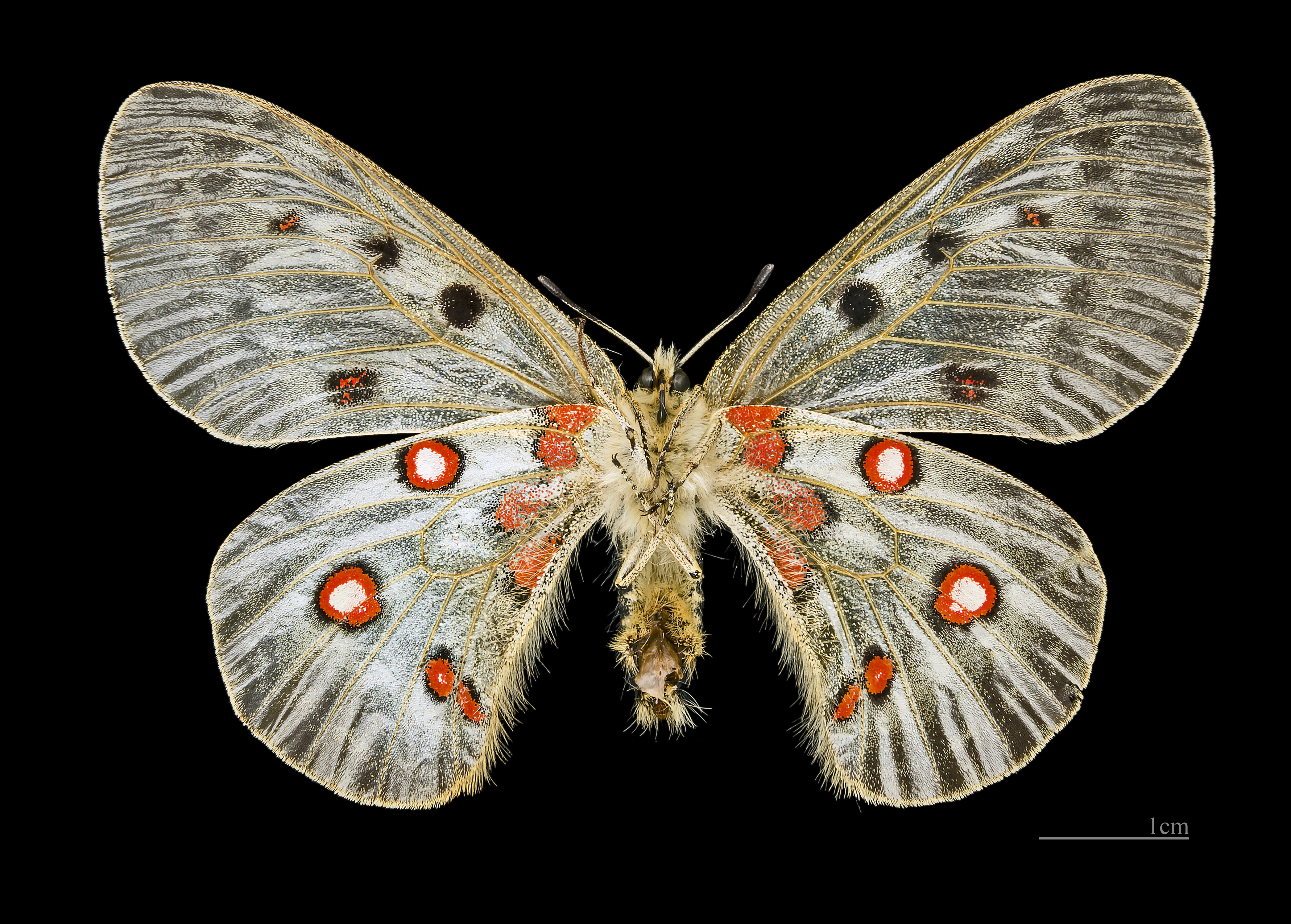
♀△.
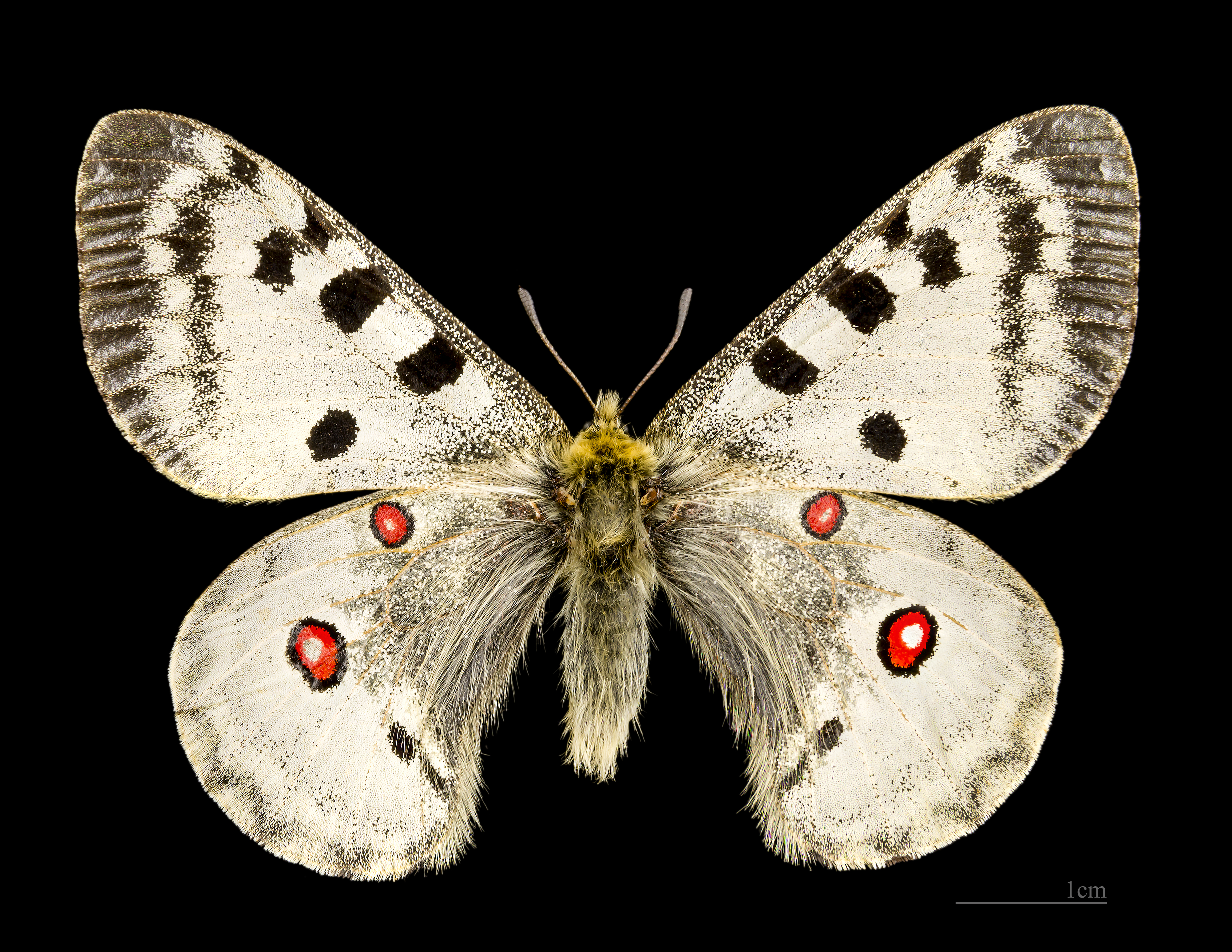
♂ Porté-Puymorens MHNT.
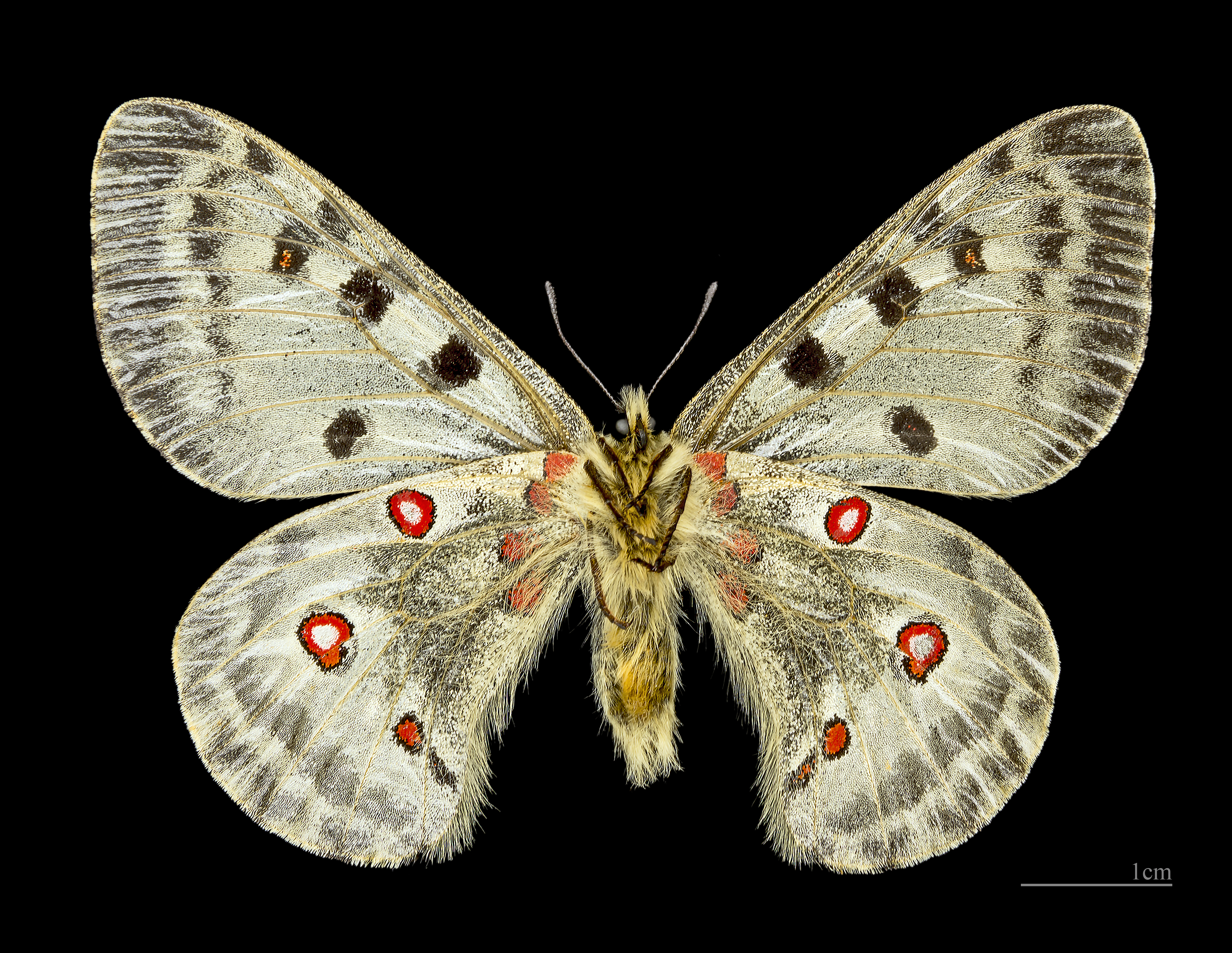
♂ △.

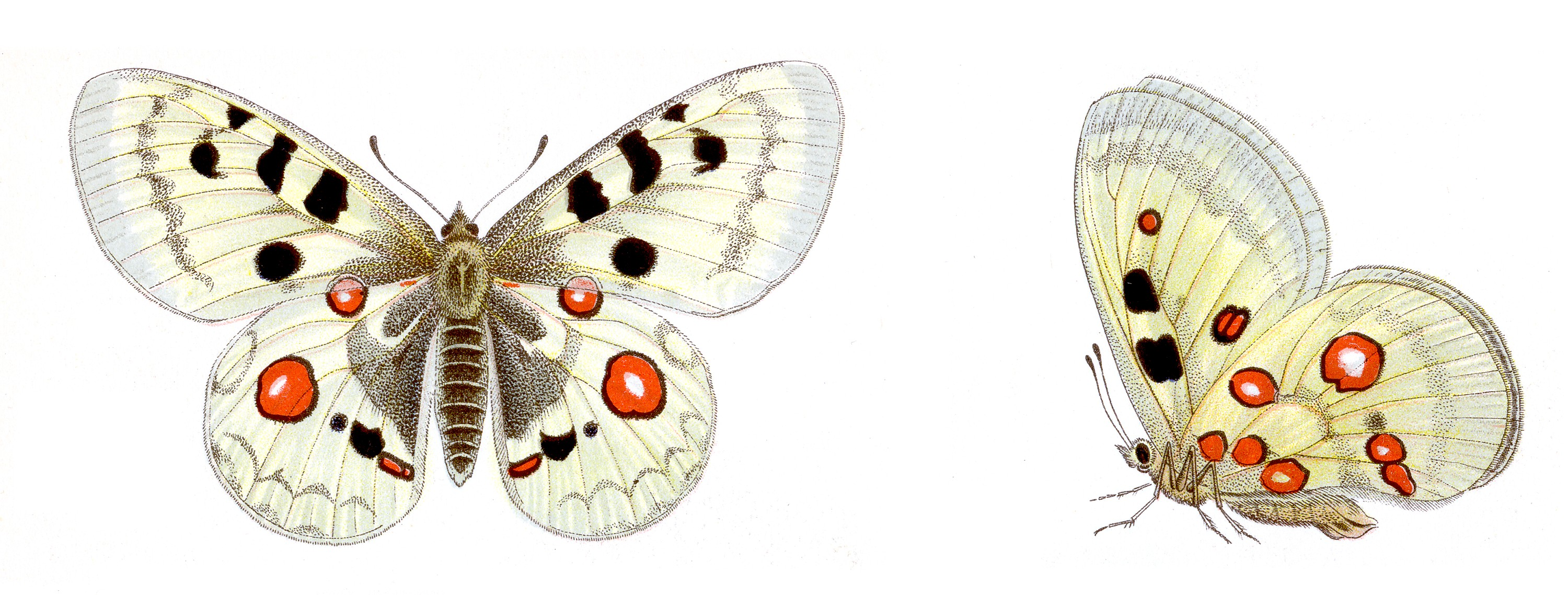
Illustration par le zoologiste allemand Jacob Hübner.
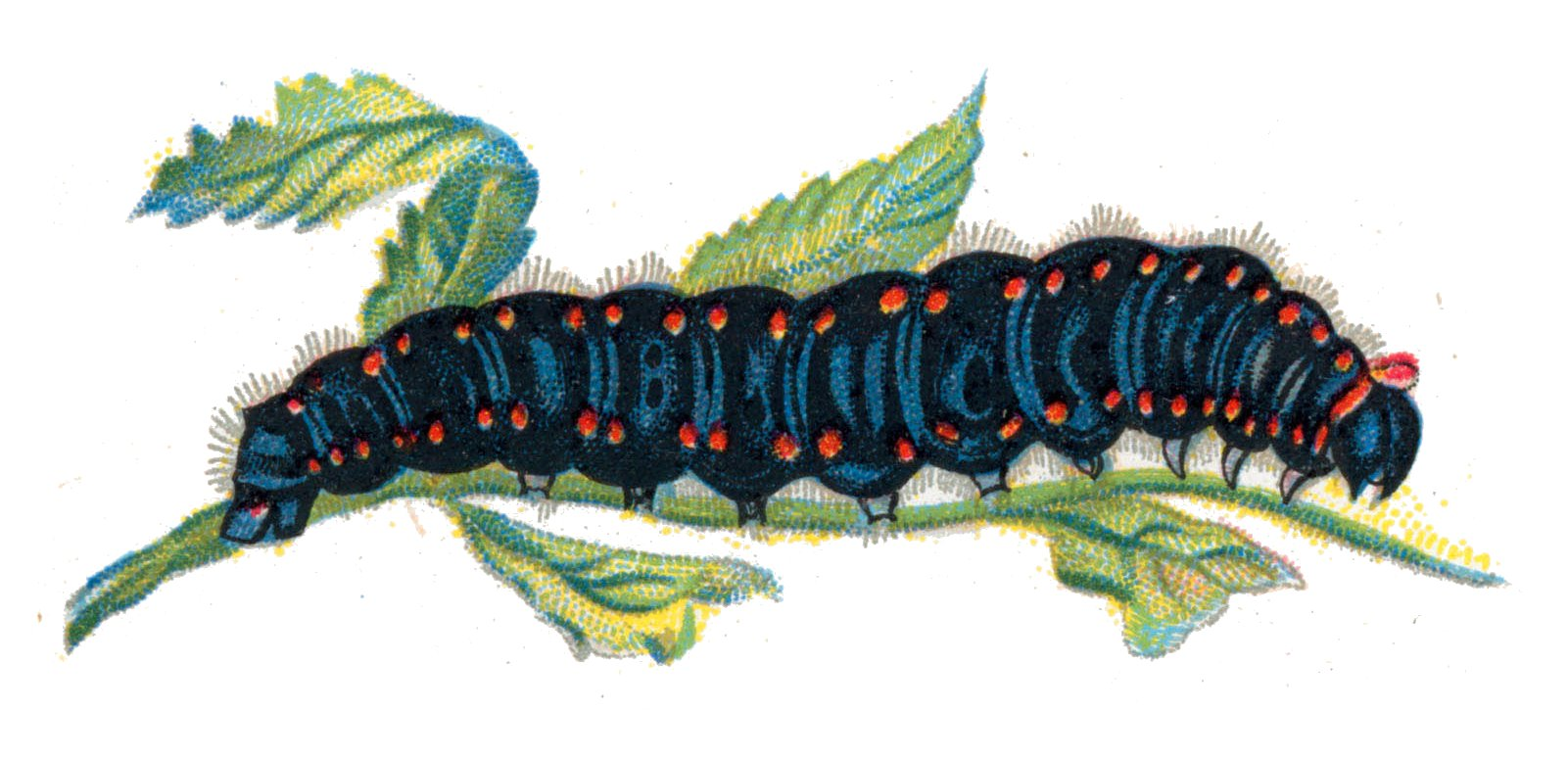
Chenille, illustration par Nemos, 1895.

### Papillon

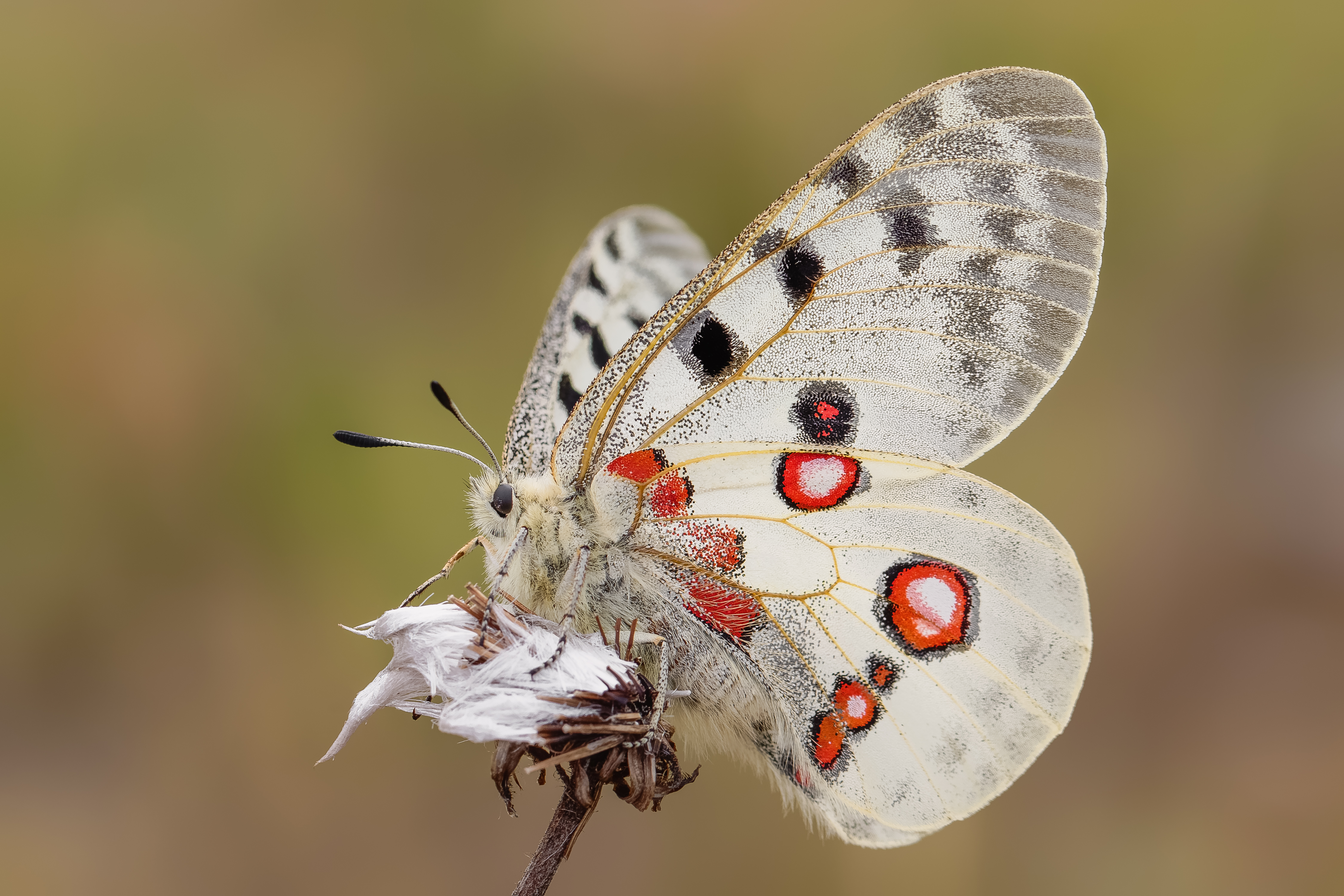
Un apollon, dans le parc naturel Altmühltal, Allemagne. Juillet 2016.

L'imago de l'Apollon est un grand papillon d'une envergure de 6 à 9 cm. Le corps est velu chez le mâle, comme tous les papillons du genre Parnassius. Les ailes présentent des dessins et ocelles noirs et rouges sur un fond blanc à crème présentant une suffusion grise variable (souvent plus marquée chez la femelle) et l'extrémité de l'aile antérieure, dépourvue d’écailles, paraît translucide. Les ailes antérieures présentent plusieurs taches noires, les ailes postérieures présentent deux ocelles rouges ou orange cernés de noir et pupillés de blanc. Sur le verso, toujours uniquement sur les ailes postérieures, les ocelles peuvent être jusqu'à neuf, aussi colorés de rouge que sur le recto.
Les sous-espèces et certaines populations présentent des différences : couleur très blanche en Scandinavie, très fumée de gris dans les Pyrénées centrales, ocelles des ailes postérieures jaunes à orange en Espagne, très rouges dans les Vosges et le Jura.
Espèce ressemblante
Parnassius phoebus, le Petit apollon

### Chenille et chrysalide
L'espèce hiverne sous forme d’œufs qui éclosent au début du printemps (mars). La chenille est d’un noir velouté avec deux lignes longitudinales de points jaunes. La tête est difficilement discernable, on la remarque surtout lorsqu’elle fait jaillir son osmeterium. Lorsqu’elle est inquiétée, elle se laisse tomber au sol et s’enroule. Elles se nourrissent à découvert sur les feuilles d’orpin ( Sedum album ) À la fin du dernier stade larvaire, vers mai-juin, elles tissent un cocon lâche légèrement enterré ou placé sous les herbes sèches, formant une chrysalide. La nymphose (transformation en papillon adulte) dure de dix jours à plusieurs semaines.

## Biologie et écologie

### Phénologie
Il y a une génération par an. L’éclosion des mâles précède généralement celle des femelles. La période de vol varie en fonction des régions et de l’altitude. Elle s’étend de juin, parfois mai, à août, parfois septembre dans les localités les plus hautes.

### Plantes-hôtes
Les plantes-hôtes sont essentiellement des plantes succulentes de la famille des Crassulaceae, à savoir Orpin (Sedum sp.), Sempervivum sp. et Saxifraga sp. dites « plantes grasses » à tort car elles ne contiennent pas de graisse

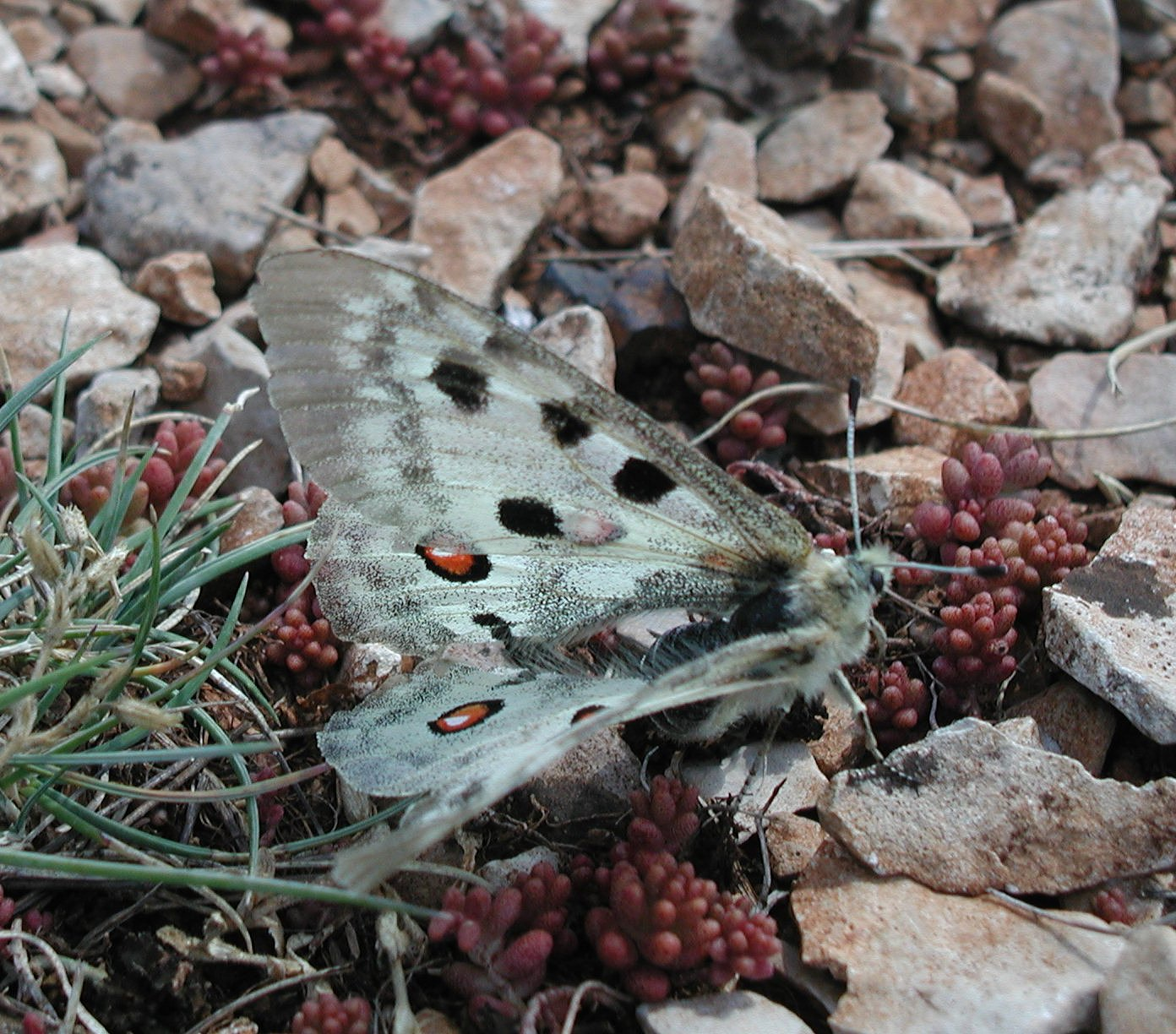
Femelle de Parnassius apollo lozerae pondant sur un Sédum

### Comportement
Lorsqu'il est dérangé par temps froid, l'Apollon d’un coup découvre les quatre ocelles rouges de ses ailes postérieures, en émettant un son crissant tout en en frottant vivement ses pattes contre la base de ses ailes. Il dort seul, ou bien en groupe. Les mâles, qui apparaissent avant les femelles, se déplacent autour des larves, afin de localiser une jeune femelle pour la féconder.
Les papillons adultes ne volent que par temps nettement ensoleillé. Ils préfèrent le nectar des fleurs violacées dans les champs (centaurées et chardons divers, scabieuses…), mais peuvent également se nourrir d’autres fleurs des pelouses.

## Répartition et habitat

### Répartition
L'Apollon est présent en Europe, au Moyen-Orient et dans tout le nord de l'Asie, en Sibérie, Yakoutie et Mongolie.
L'Apollon peuple, entre 400 m et 2 500 m, la plupart des massifs montagneux d'Europe, de l'Espagne au sud de la Fennoscandie jusqu'aux Balkans et en Grèce, dont le nord-ouest du Péloponnèse.
En France, on le rencontre principalement entre 1 000 et 2 000 m, jusqu'à 2 300 m dans les Alpes du Sud, mais des populations dites "abyssales" vivent vers 400–600 m. dans le Vaucluse.
Il a disparu de nombreuses régions, cependant sa présence est confirmée dans les Pyrénées, le Massif central et les Alpes, du département du Doubs à celui du Var, .

### Habitats
L’Apollon est inféodé aux climats de montagne ou continentaux d'Europe continentale et d'Asie centrale. Cette espèce a besoin de conditions climatiques précises (froid l'hiver, ensoleillé l'été). Elle exige aussi des espaces grandement ouverts (dont le recouvrement arbustif est inférieur à 5 %) et dont la surface de pelouse est important (50 % au moins) : on trouve donc l'Apollon dans les prés fleuris. La présence des plantes grasses nourricières des chenilles demeure un élément déterminant.

## Systématique
L'espèce Parnassius apollo a été décrite par le naturaliste suédois Linné en 1758 sous le nom initial de Papilio apollo. L'épithète spécifique apollo fait référence à Apollon, le dieu grec du soleil. La localité type est la Suède.
P. apollo est l'espèce type pour le genre Parnassius. Les auteurs qui divisent ce dernier en sous-genres placent donc P. apollo dans le sous-genre nominal, ce qui permet d'écrire son nom comme Parnassius (Parnassius) apollo.

### Synonymes
- Parnassius apollo ab. novarae Oberthür, 1891
- Parnassius apollo f. minuscula Verity, 1911 [8]
- Parnassius apollo ab. perfusa Verity, 1911[9];
- Parnassius apollo f. sztrecnoensis posterior Pescke, 1921
- Parnassius apollo f. jocundula Stauder, 1924 [10]
- Parnassius apollo arvernensis f. planeixi  Eisner, 1964 [11]

### Phylogenèse
Le genre Parnassius, dont les chenilles utilisent des Crassulaceae (exceptionnellement des Saxifragaceae), s'est séparé très anciennement des autres lignées qui, elles, utilisent d'autres plantes-hôtes.
Espèce répandue en Europe occidentale durant les périodes glaciaires, l'Apollon est une « relicte glaciaire », c'est-à-dire une espèce se retirant sous l'effet du réchauffement soit vers le nord, soit en altitude.[réf. nécessaire]

### Sous-espèces
La variabilité de l'Apollon a conduit à en décrire de nombreuses sous-espèces.
Pour la France
Helmut Glabl, en 2005, en distingue vingt-cinq : une pour les Vosges, une pour le Jura, douze pour les Alpes, six pour le Massif central et cinq pour les Pyrénées.
Roger Verity, en 1952, n'en dénombrait que dix-neuf : une pour les Vosges, deux pour le Jura, huit pour les Alpes, cinq pour le Massif central et trois pour les Pyrénées.
Une liste réduite de seize sous-espèces était proposée en 1978-1980 par Capdeville : une pour les Vosges, une pour le Jura, huit pour les Alpes (dont deux originaires d'Italie pouvant voler en France), quatre pour le Massif central et deux pour les Pyrénées.
Lerault, en 1997, réduisait ce nombre à dix : une pour les Vosges, deux pour le Jura, trois pour les Alpes, trois pour le Massif central et une pour les Pyrénées.
Une autre réduction, à huit sous-espèces, était opérée par J.-C. Weiss en 2005 : une pour le Jura (Parnassius apollo nivatus Fruhstorfer, 1906), quatre pour les Alpes (Parnassius apollo venaissinus Fruhstorfer, 1921; Parnassius apollo provincialis Kheil, 1905; Parnassius apollo leovigildus Fruhstorfer, 1909; Parnassius apollo geminus Stichel, 1899), deux pour le Massif central (Parnassius apollo lioranus Fruhstorfer, 1921; Parnassius apollo lozerae Pagenstecher, 1909) et une pour les Pyrénées (Parnassius apollo pyrenaicus Harcourt-Bath, 1896).
Dans cette logique Xavier Mérit et Véronique Mérit, en 2006, poursuivent plus loin dans les regroupements, la liste qu'ils proposent se limitant à 5 sous-espèces :
- Parnassius apollo geminus Stichel, 1899 présent dans les Alpes
- Parnassius apollo lioranus Frushstorfer, 1921 présent dans le Massif central
- Parnassius apollo nivatus Frushtorfer, 1906 présent dans les Vosges et le Jura
- Parnassius Apollo provincialis Kheil, 1905 aussi présent dans les Alpes
- Parnassius apollo pyrenaicus H Harcourt-Bath, 1896 présent dans les Pyrénées.

Certaines sous-espèces ont disparu comme :
- Parnassius apollo peyrimhoffi qui existait en Alsace
- Parnassius apollo francisci qui existait dans le Massif central[13].

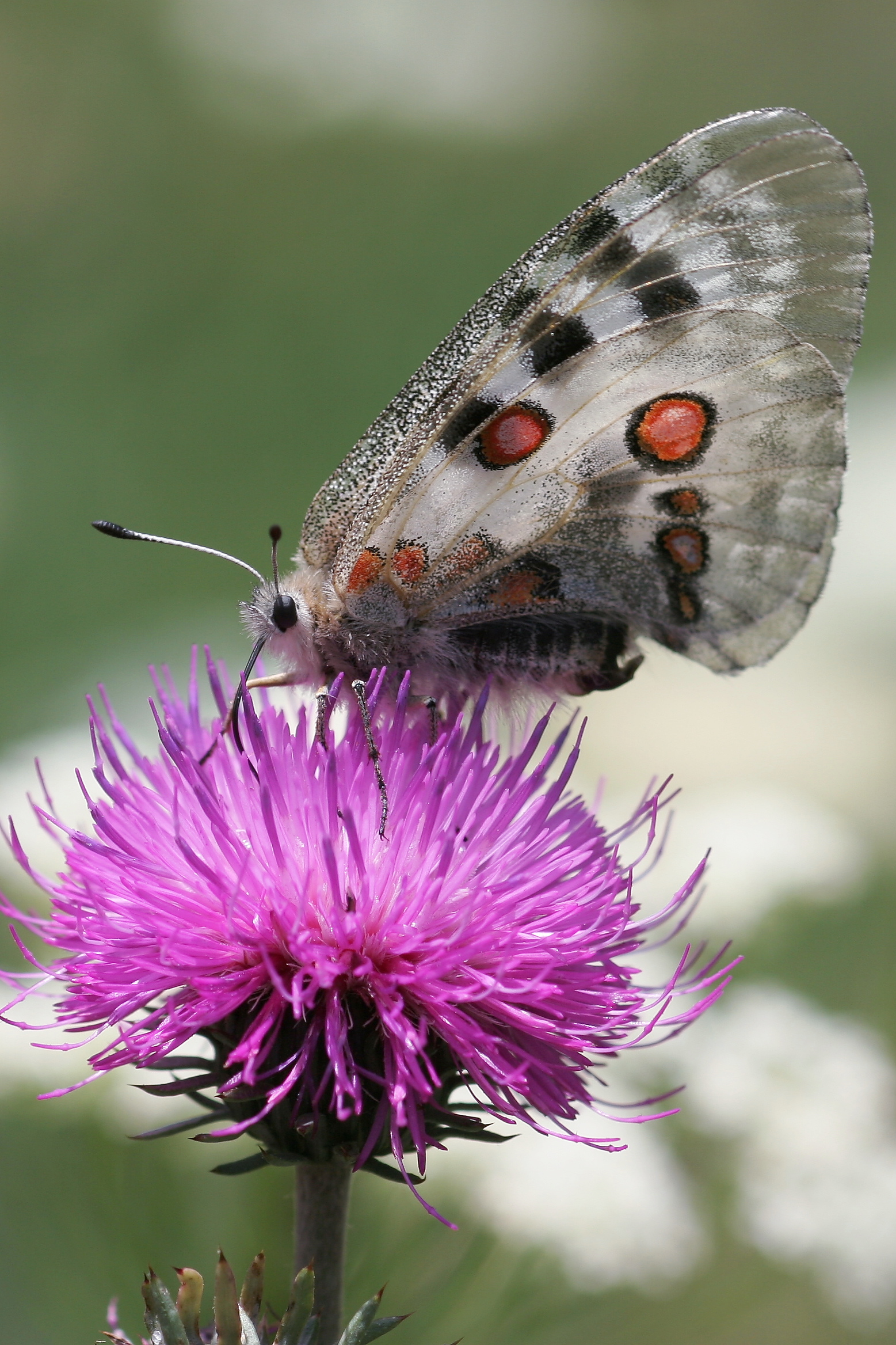
Apollon femelle (Tyrol, Italie).
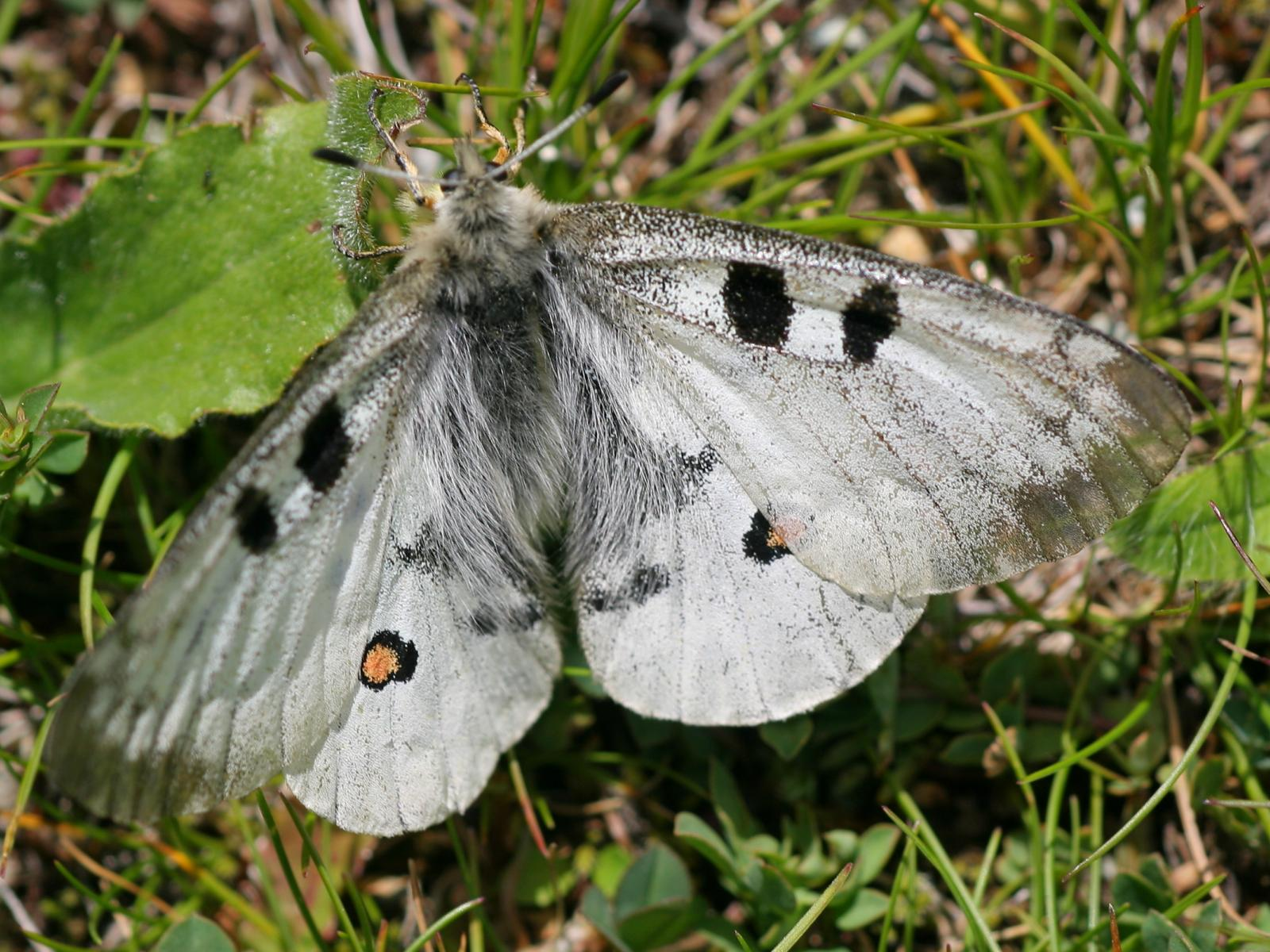
Parnassius apollo testoutensis (Savoie, France).
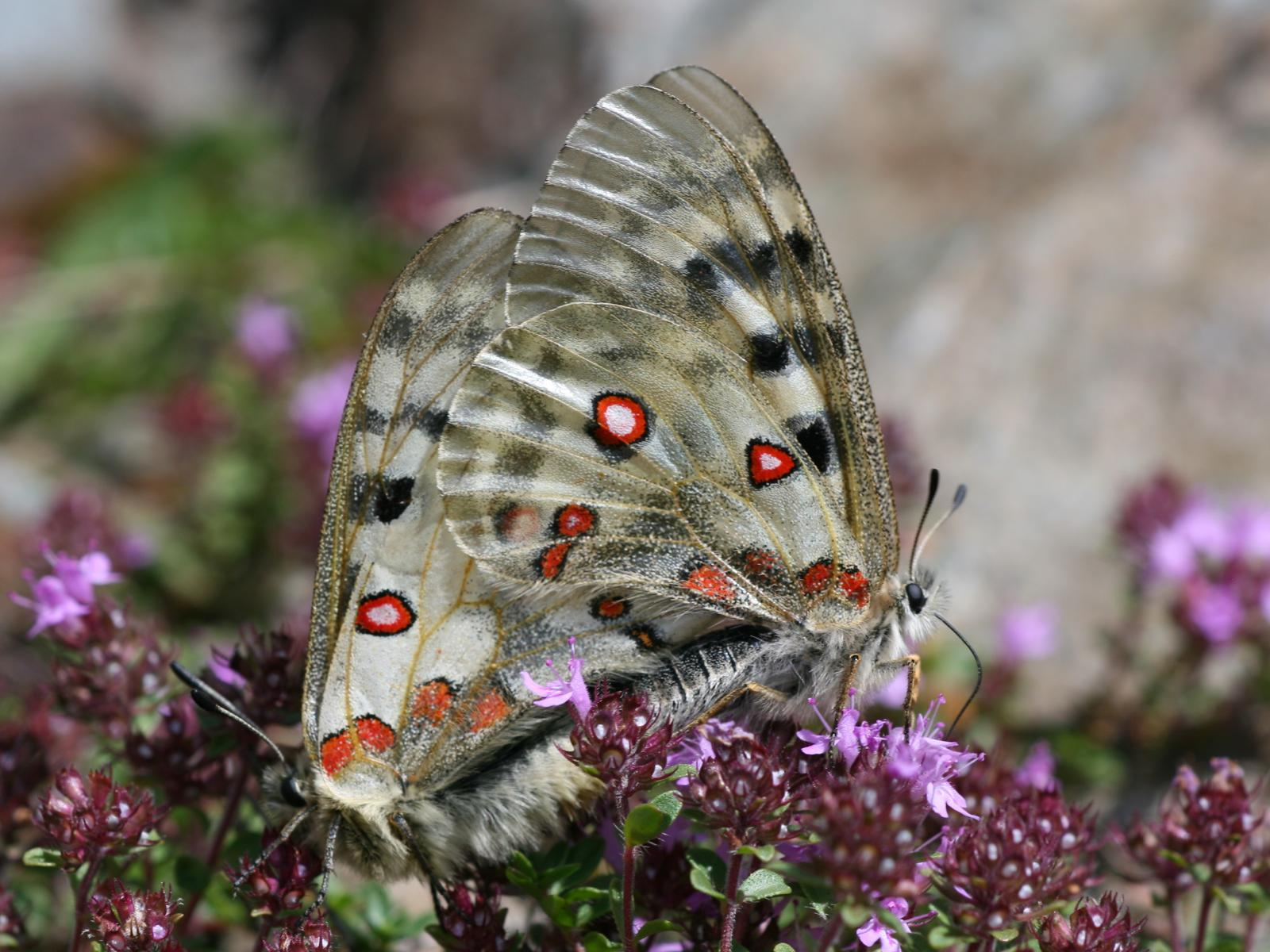
Accouplement, Parnassius apollo testoutensis (Savoie, France).
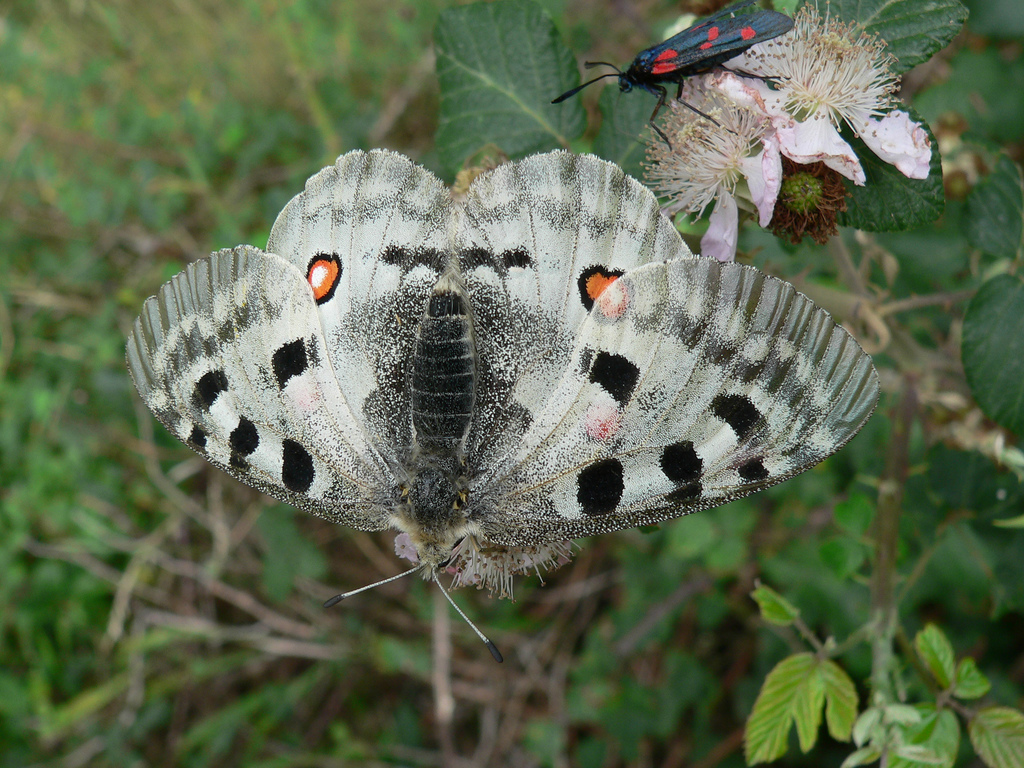
Parnassius apollo pyrenaicus (Pyrénées, France).
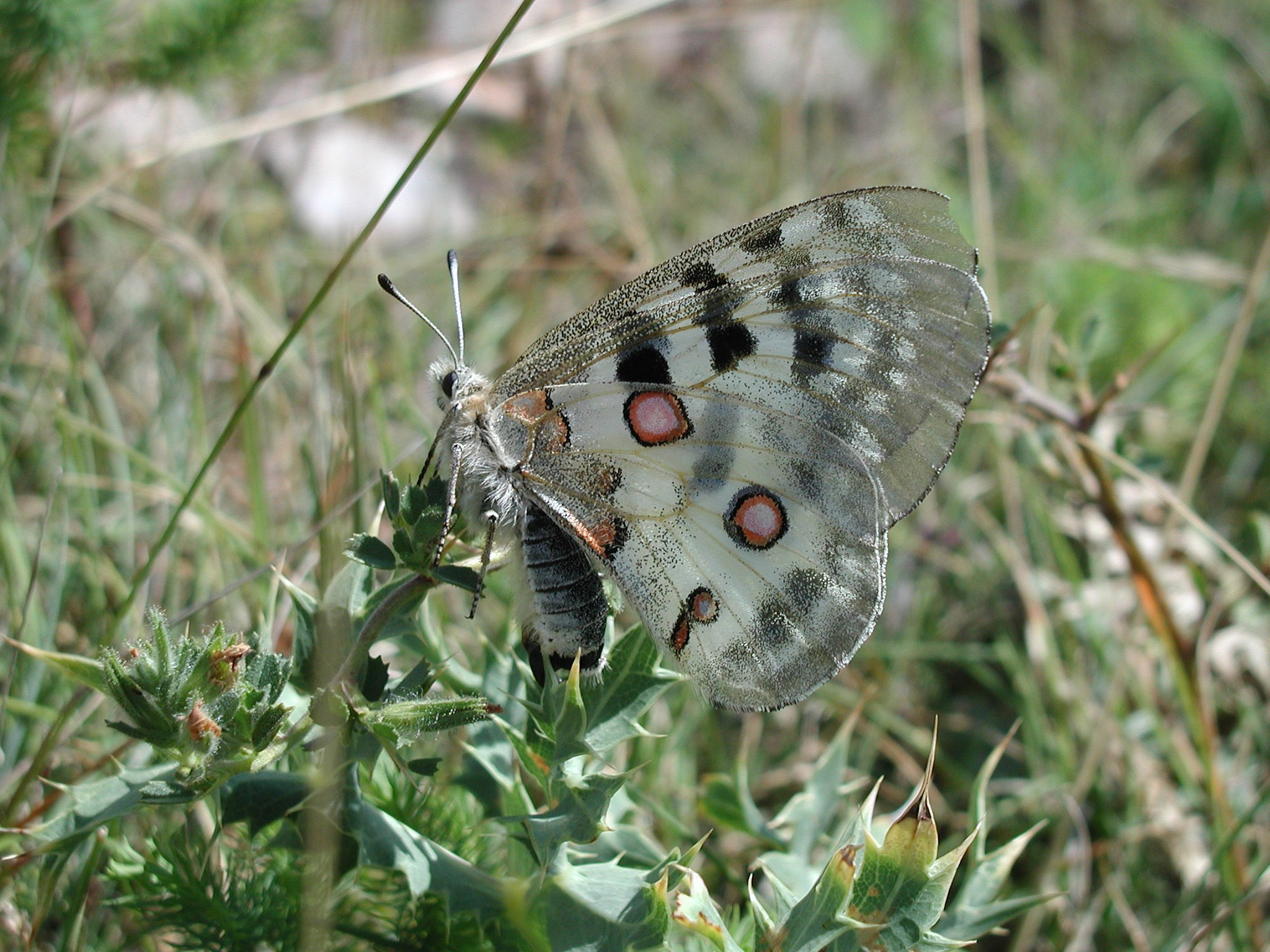
Parnassius apollo lozerae (Lozère, France).

En Europe
- Parnassius apollo apollo (Linnaeus, 1758) présent dans les plaines méridionales de la Suède dont la chenille se nourrit principalement d'Hylotelephium telephium, mais également d'orpin blanc (Sedum album). Les grands ocelles de ses ailes arrière présentent des reflets blancs.
- Parnassius apollo atrides dans le Péloponnèse, en Grèce.
- Parnassius apollo filabricus (Sagarra) 1933, en Espagne, éteinte dans la Sierra de los Filabres, vers 2 000 m d'altitude. Danger critique d'extinction dans le parc naturel de la sierra de Baza.
- Parnassius apollo gadorensis (Rougeot & Capdeville 1969), en Espagne, entre 1 900 et 2 000 m d'altitude dans la Sierra de Gádor. Éteint.
- Parnassius apollo hispanicus Oberthür, 1909 en Espagne entre 1 600 et 1 800 m d'altitude dans la Sierra de Albarracín en Aragon. Les mâles sont clairs et n'ont que de petits ocelles alors que les femelles sont, comme toutes les autres en Espagne, recouvertes d'une poussière sombre.
- Parnassius apollo linnei, dans l'île de Gotland, en Suède.
- Parnassius apollo nevadensis Oberthür 1891 en Espagne dans la Sierra Nevada entre 1 950 et 2 500 m. Les imagos de ces populations sont de plus en plus petit avec l'altitude.
- Parnassius apollo pumilus (Stichel 1906) la plus petite de toutes les sous-espèces, est originaire de l’Aspromonte en Calabre, dans le sud de l'Italie. La plante hôte de ses chenilles est le Sedum tenuifolium, et son habitat se limite à une végétation clairsemée entre 1 200 à 1 900 m d'altitude. Les ailes des mâles sont claires avec de petites taches et des ocelles lumineux, tandis que les femelles sont fumées de sombre.
- Parnassius apollo rhodopensis (Markovic 1909). Cette sous-espèce présente en Bulgarie fait la liaison entre les sous-espèces de la Turquie du Nord et celles des Balkans. Elle porte des taches qui la distinguent et les femelles ont un double reflet dans l’ocelle inférieur.
- Parnassius apollo siciliae, en Sicile.
- Parnassius apollo testoutensis Eisner dans les Alpes grées (Haute-Savoie, Piémont Valais). Cette sous-espèce est petite et claire.
- Parnassius apollo virginensis Stichel 1899, en Allemagne proche de Parnassius apollo meridionalis présent dans les Vosges.

- et autres.

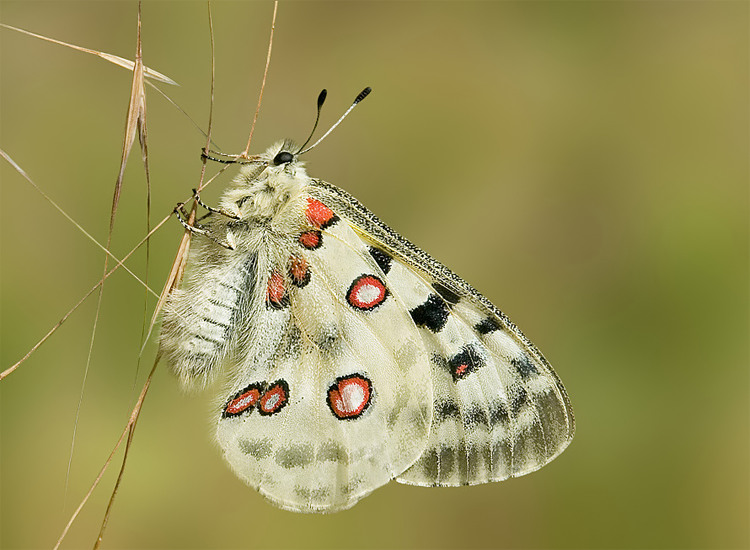
Parnassius apollo virginensis (Allemagne)

Les trois sous-espèces espagnoles Parnassius apollo nevadensis, Parnassius apollo filabricus et Parnassius apollo gadorensis, très étroitement apparentées, se distinguent à peine. Chez les deux sexes, les ocelles sont jaune-orangé au lieu de rouge. Les femelles sont recouvertes d'une poussière sombre et portent souvent une tache jaune-orangé sur leur bord antérieur ainsi qu'une tache anale. Comme dans toutes les sous-espèces espagnoles, les ailes antérieures des papillons fraîchement éclos sont nettement tachetées de noir. Leurs chenilles se nourrissent de Sedum : Sedum amplexicaule, Sedum micranthemum et Sedum acre (orpin âcre),.
Dans le reste de son aire de répartition
- Parnassius apollo alpherakyii (Krulikowsky, 1906), en Asie centrale.
- Parnassius apollo democratus (Kulikowsky, 1906) dans les plaines de Russie occidentale
- Parnassius apollo dubius, en Arménie
- Parnassius apollo finmarchicus (Rothschild, 1906)
- Parnassius apollo graecus (Ziegler, 1901)
- Parnassius apollo hesebolus (Nordmann, 1851)
- Parnassius apollo jelicus (Fruhstorfer, 1921)
- Parnassius apollo kashtshenkoi (Sheljuzhko, 1908), en Arménie
- Parnassius apollo leovigildus (Fruhstorfer, 1909)
- Parnassius apollo limicola (Stichel, 1906)
- Parnassius apollo meinhardi (Sheljuzhko, 1924)
- Parnassius apollo merzbacheri (Fruhstorfer, 1906), en Asie centrale
- Parnassius apollo mongolicus, en Asie centrale
- Parnassius apollo moscovitus, dans les plaines de Russie occidentale
- Parnassius apollo ottonius (Fruhstorfer, 1909)
- Parnassius apollo regius, en Asie centrale
- Parnassius apollo rhea (Poda, 1761)
- Parnassius apollo rosenius (Fruhstorfer, 1923)
- Parnassius apollo sibiricus (Nordmann, 1851)
- Parnassius apollo suaneticus (Arnold, 1909)[16]
- Parnassius apollo tkatshukovi, en Arménie
- Parnassius apollo transiliensis, en Asie centrale

## L'Apollon et l'Homme

### Noms vernaculaires
Plusieurs langues, dont le français, utilisent un nom vernaculaire faisant référence, comme l'épithète spécifique latine, au dieu grec des arts Apollon.
On trouve ainsi :
- en français : l'Apollon
- en anglais : Apollo ou mountain Apollo
- en allemand : Roter Apollo ou Apollofalter
- en espagnol : apolo
- en italien : farfalla apollo

Ces langues réutilisent souvent le nom d'Apollon pour nommer d'autres espèces du genre Parnassius, par exemple en français le Petit Apollon, le Semi-Apollon et le Faux Apollon.

### Protection
L'Apollon est inscrit sur la liste des insectes strictement protégés de l'annexe 2 de la Convention de Berne, sur la liste des insectes menacés d'extinction des annexes 2 et 3 de la Convention de Washington du 3 mars 1973, sur la liste des insectes strictement protégés de l'annexe IV de la Directive Habitats du Conseil de l'Europe concernant la conservation des habitats naturels ainsi que de la faune et de la flore sauvages du 21 mai 1992
En France, l'Apollon est sur la liste rouge des insectes de France métropolitaine (arrêté du 22 juillet 1993 fixant la liste des insectes protégés sur le territoire national). Il a été inscrit sur la liste mondiale de l'UICN depuis 2008.
Espèce protégée en France, l'Apollon est en régression partout dans les localités les plus basses. Cette régression peut être expliquée par l'abandon des pratiques pastorales et la fermeture des milieux.
Espèce montagnarde, le réchauffement climatique peut également devenir un facteur de disparition des populations qui ne pourraient trouver de refuge plus en altitude telle que les populations, en France, du Jura ou du Massif central.
L'Apollon a ainsi déjà disparu des Vosges où des tentatives de réintroduction ont échoué, ainsi que dans le Forez et la Sainte-Baume. De semblables efforts dans le Puy-de-Dôme ont par contre connu le succès.
L'Apollon est également éteint ou est en voie de disparaître en Allemagne, Finlande, Norvège, Pologne, Roumanie, Slovaquie, Suède et Tchéquie. Il est absent des îles Britanniques et des îles méditerranéennes mais vole en Sicile.

### Philatélie
L'Apollon a illustré des timbres en Allemagne, en Finlande, en Azerbaïdjan, en Finlande, au Kirghizstan.

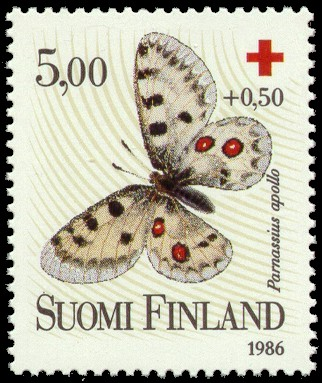
Timbre finlandais (1986)
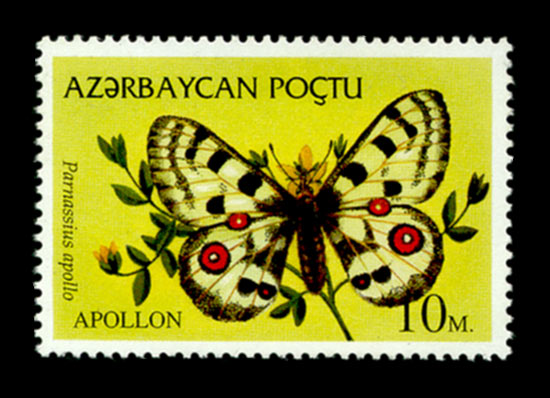
Timbre d'Azerbaïdjan (1995).
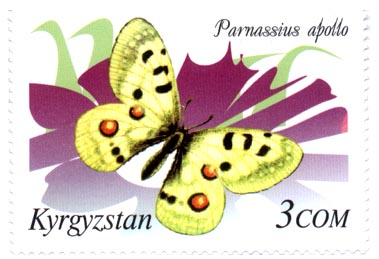
Timbre du Kirghizstan (2000).

### Littérature
L'écrivain et philosophe français Roger Caillois, particulièrement intéressé par la variabilité de l'Apollon, l'a évoqué dans ses études sur l'esthétique. L'Apollon, selon lui, « démontre avec éclat que la nature n'est jamais un moule, qu'elle ne saurait connaître la reproduction mécanique, qu'elle ne se répète pas ». Poursuivant sa rêverie, il se demande « si le caractère variable d'un papillon, quand ce caractère est aussi marqué qu'il est chez le Parnassius, n'est pas une preuve actuelle de l'existence d'une pareille et plus grande plasticité aux jeunes époques du monde. (…) Ensuite seulement vint l'ordre, c'est-à-dire la fixité des espèces (…) »

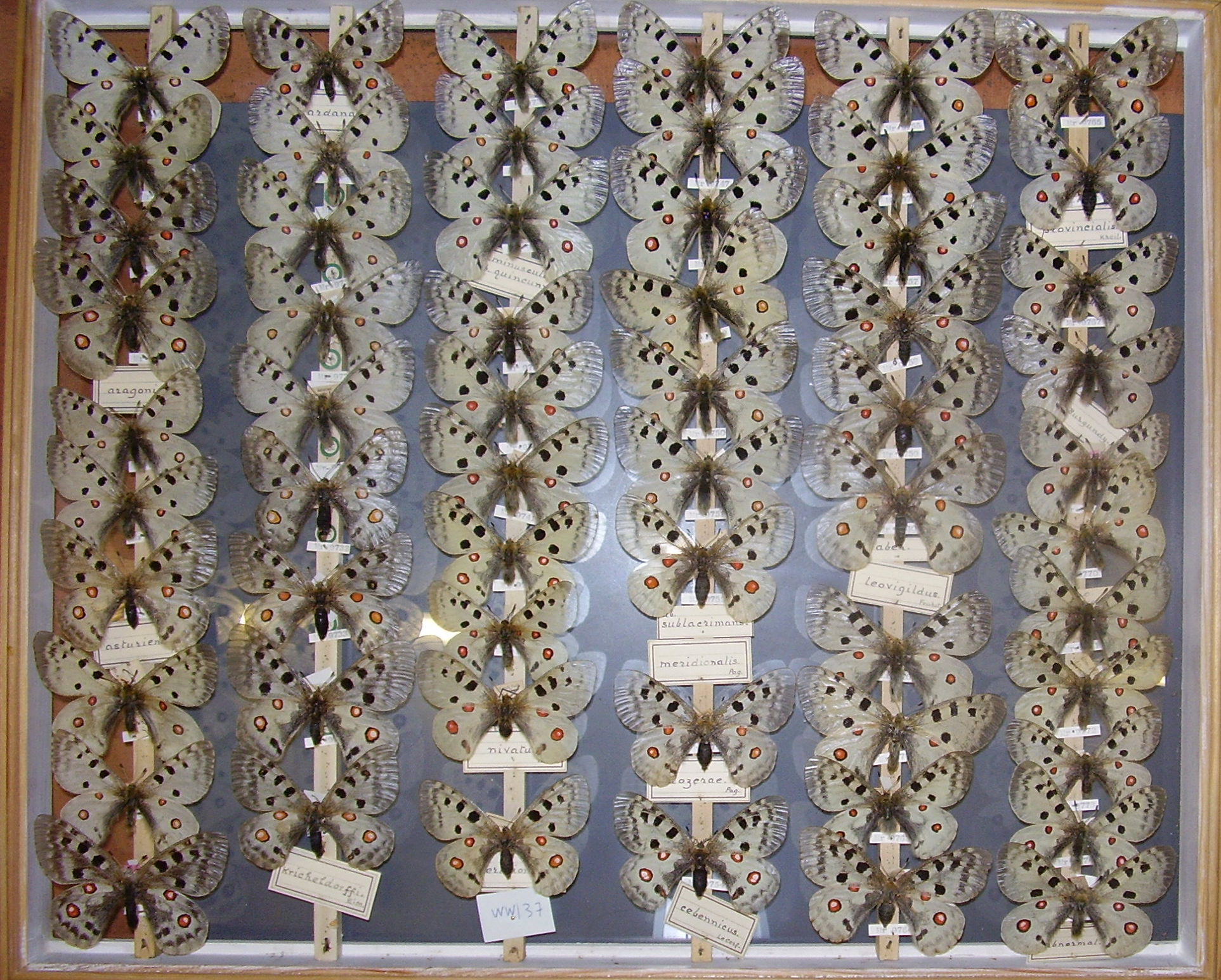
Planche d'Apollons (Musée)
pratique maintenant interdite.